# Мислитель (скульптура)
Мисли́тель (фр. Le Penseur) — одна з найвідоміших скульптур Огюста Родена, над якою він працював з 1880 по 1882 роки. Нині вона є експонатом музею Родена в Парижі. Крім оригіналу, існує близько 20 копій з гіпсу та бронзи.

## Історія створення скульптури
Згідно із задумом Родена скульптура зображає автора «Божественної комедії» — Данте Аліґ'єрі. Моделлю для її створення послужив паризький м'язистий боксер Жан Бо (фр. Jean Baud), що виступав на площі Пігаль (тоді — квартал червоних ліхтарів). У 1902 році скульптор збільшив свого «Мислителя» до 181 см.

## Копії «Мислителя»
Нині це одна з найбільш упізнаваних скульптур у світі. Існує два десятки її копій. Одна з них встановлена на могилі французького скульптора в Медоні, передмісті Парижа. Інші встановлені біля воріт філадельфійського музею Родена й біля воріт Колумбійського університету. Зменшена скульптура «Мислителя» є фрагментом скульптурного порталу «Ворота пекла». Варіант скульптури експонує також і Музей образотворчих мистецтв імені Пушкіна, (Москва).

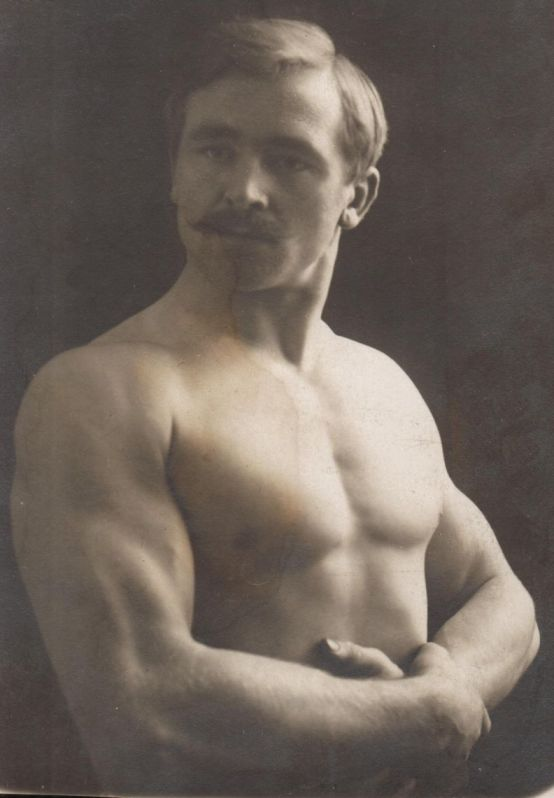
Модель «Мислителя» — Жан Бо
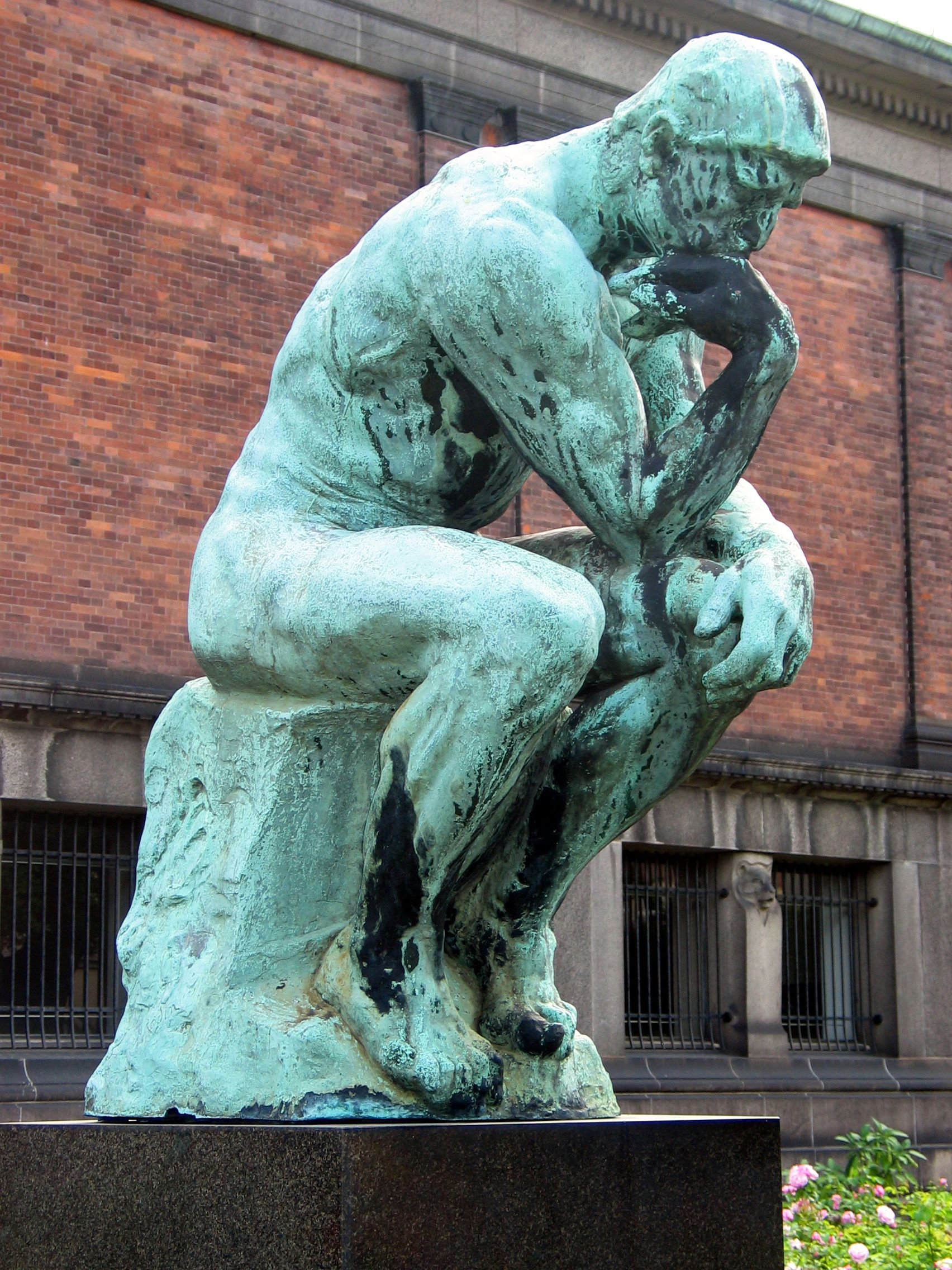
Бронзова копія скульптури в Копенгагені
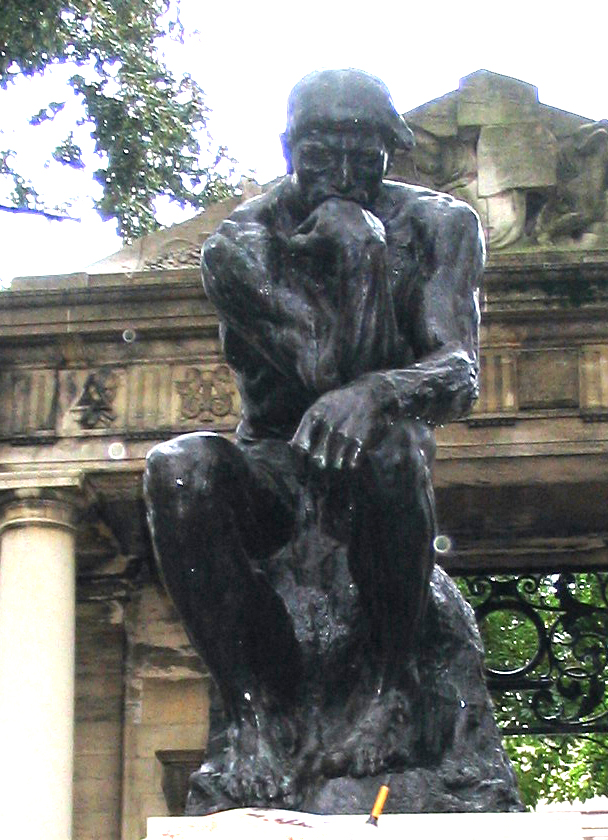
«Мислитель» коло воріт музею Родена в Філадельфії
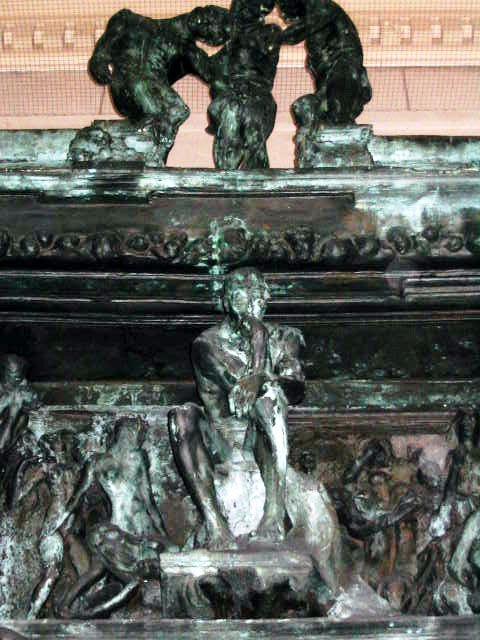
Над «Воротами пекла» сидить «Мислитель»